# Percival de Souza
Percival de Souza (Braúna, 17 de outubro de 1943) é um escritor e ex-jornalista investigativo brasileiro.

## Biografia
É membro do Conselho Diretor da Faculdade de Teologia da Igreja Metodista, sendo membro efetivo e participativo da Igreja Metodista.
Começou a trabalhar cedo, o que faz dele um jornalista com mais de 60 anos de profissão. Percival começou aos 14 anos, na redação da Folha de S.Paulo, passando logo depois na recém-fundada Quatro Rodas. Aos 22 anos, foi um dos fundadores do Jornal da Tarde, onde trabalhou sob a censura instalada dentro da redação, durante o regime militar dos anos 70. Além do JT passou pelas redações do Notícias Populares e Auto Esporte.
Durante essa época, cobriu as atividades do Esquadrão da Morte, temida organização marginal do regime militar, para o JT. Em razão desse trabalho, foi enquadrado na Lei de Segurança Nacional. Mais tarde escreveu dois livros esclarecedores sobre o período da repressão: Autópsia do Medo, a biografia do delegado Sérgio Paranhos Fleury, e Eu, Cabo Anselmo, uma entrevista com Cabo Anselmo, o maior agente duplo a serviço do regime militar. Ganhou quatro prêmios Esso de Jornalismo por suas reportagens. Especializou-se em jornalismo investigativo e nas áreas de segurança e criminologia.
Recebeu pela Câmara Municipal de São Paulo o título de Cidadão Paulistano e a Menção Honrosa do 25º Prêmio Vladimir Herzog 2003, categoria “Livro de Reportagem”, com a obra Narcoditadura – O caso de Tim Lopes.
Escreve, esporadicamente, para alguns jornais e revistas semanais, além de trabalhar na TV como repórter e comentarista da área criminal.
No dia 4 de abril de 2024, a Record anunciou a saída de Percival de Souza no programa jornalístico Cidade Alerta, onde atuava como comentarista de segurança pública desde a apresentação de Marcelo Rezende, que fazia piadas com ele, tendo posteriormente continuado no programa, agora com a apresentação de Luiz Bacci, após o falecimento de Rezende.
Após a decisão da Record, que também encerrou seu ciclo na emissora, a mesma, no comunicado onde anuncia sua saída, convidou Percival para continuar trabalhando nos projetos de plataformas digitais do Grupo Record, como o Arquivo Vivo,  o blog do portal R7, entre outros.
Antes de entrar na Record, o jornalista trabalhou nas Rádio Capital, Rádio Eldorado e Rádio Gazeta e na TV Globo, TV Cultura e TVE.

## Livros publicados
- Society Cocaína
- Eu, cabo Anselmo ISBN 8525031674
- Autópsia do Medo ISBN 8525033014
- O crime da rua Cuba ISBN 857056276-4
- Narcoditadura: o Caso Tim Lopes ISBN 8587917102
- O Sindicato do Crime: PCC e Outros Grupos[10]ISBN 8500020830
- Meninos bandidos atacam: E nem sabemos o que fazer com eles
- A Prisão: Histórias dos Homens Que Vivem no Maior Presídio do Mundo
- A Revolução dos Loucos
- O império da violência
- Receitas de Vida
- O Crime Quase - Perfeito (ficção)
- O Prisioneiro da Grade de Ferro
- A Maior Violência do Mundo